# Selidosema dilucescens
Selidosema dilucescens là một loài bướm đêm trong họ Geometridae.